# Maximilian Goffart

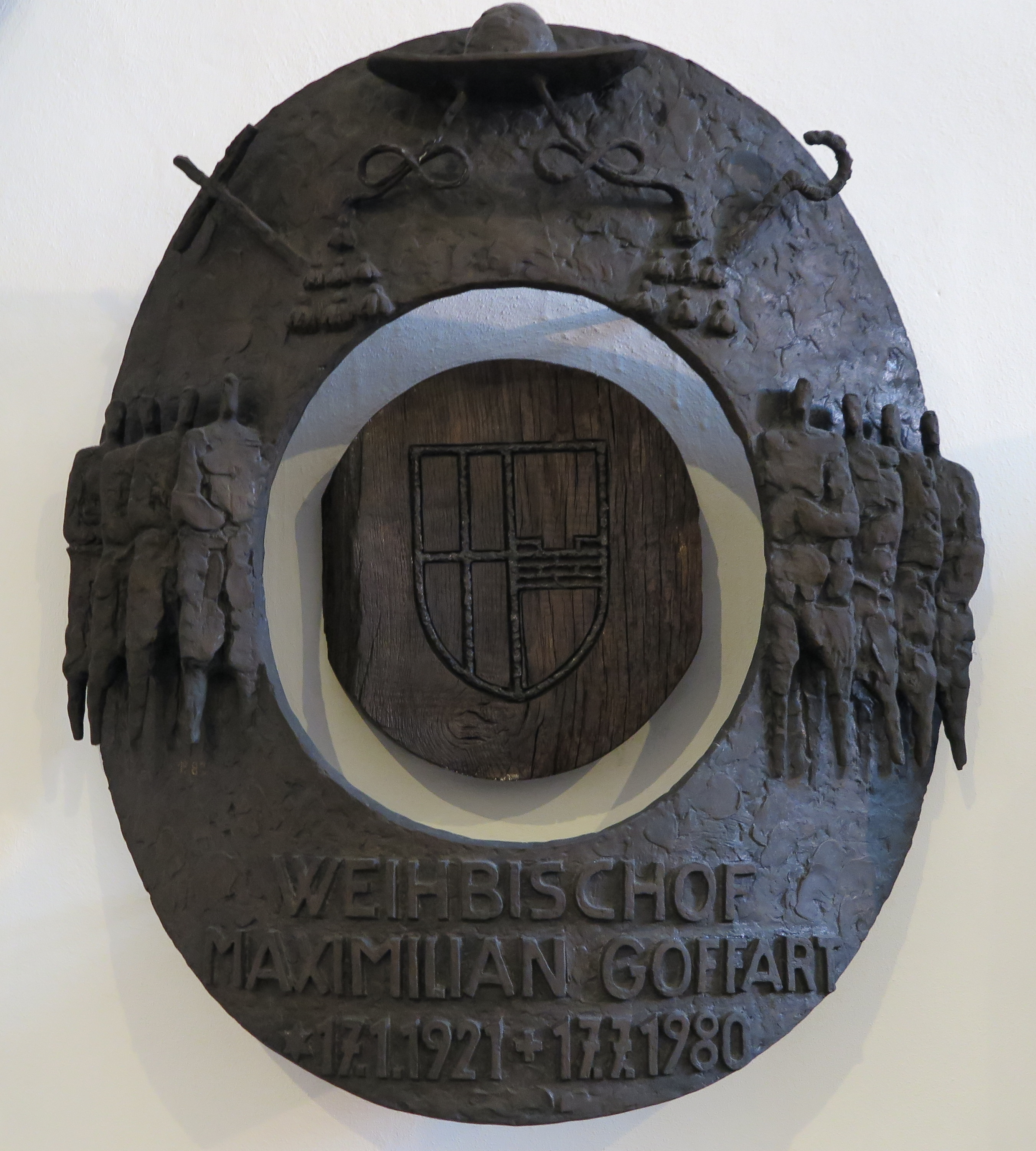
Gedenktafel an Maximilian Goffart in der Allerheiligenkapelle des Aachener Doms

Maximilian Goffart (* 17. Januar 1921 in Kalterherberg; † 17. Juli 1980 in Aachen) war ein deutscher Geistlicher und Weihbischof in Aachen.

## Leben und Wirken
Nach seinem Abitur im Jahr 1940 wurde Goffart zum sechsmonatigen Reichsarbeitsdienst einberufen und in Frankreich eingesetzt. Anschließend trat er dort seinen Militärdienst in der Wehrmacht an und wurde später nach Nordafrika verlegt. 1943 geriet er in Tunis als Fahnenjunker einer Fallschirmjägereinheit in amerikanische Gefangenschaft. Goffart wurde in die Südstaaten der USA verlegt und kam dort für drei Jahre in ein Arbeitslager.
Nach seiner anschließenden Rückkehr nach Deutschland begann Goffart ein Studium der Theologie an den Universitäten in Bonn und Münster. In Bonn trat er 1947 zunächst der neu gegründeten „St. Albertus-Magnus-Unitas“ bei, welche die Tradition der 1940 verbotenen W.K.St.V. Unitas Rhenania zu Bonn fortsetzte. Später war Goffart dann noch Mitglied in der W.K.St.V. Unitas Stolzenfels zu Bonn. Im Anschluss an seine Studienzeiten besuchte er das Priesterseminar Aachen und erhielt am 25. Juli 1952 die Priesterweihe.
Am 2. August 1952 trat Maximilian Goffart als Kaplan seine erste Anstellung an der Herz-Jesu-Kirche in Mönchengladbach an und wechselte am 10. August 1960 an St. Josef in Viersen. Mit seiner Ernennung zum Pfarrer wurde Goffart am 4. August 1964 an St. Kosmas und Damian in Titz versetzt. 1966 folgte seine Berufung zum Dechant des Dekanats in Hasselsweiler und ein Jahr später zum Kreisdechant des Landkreises Jülich. Im Jahr 1971 übernahm Goffart die Stelle des Pfarrers an St. Lucia (Stolberg) in Stolberg und ließ die Kirche mit einer konzertanten Orgel ausstatten. 1973 wurde er darüber hinaus zum Regionaldekan der Region Aachen-Land ernannt.
Papst Paul VI. ernannte ihn am 2. Dezember 1977 zum Weihbischof in Aachen und zum Titularbischof von Uzita. Der Bischof von Aachen, Klaus Hemmerle spendete ihm am 18. Februar 1978 die Bischofsweihe. Mitkonsekratoren waren die Weihbischöfe Joseph Ludwig Buchkremer und Gerd Dicke.
Am 17. Juli 1980 verstarb Weihbischof Goffart und er fand seine letzte Ruhestätte in der Bischofsgruft des Aachener Domes.